# 波卡奇
61°45′N 75°35′E / 61.750°N 75.583°E
波卡奇（俄语：Покачи）是俄羅斯漢特-曼西自治區東部的一個城市，距漢特-曼西斯克以東350公里、秋明東北800公里。2002年人口17,017人。
1984年因發現油田而建立，1992年建市。城名是當地原來漢特人地主的家族名稱。